# Jiahu
Jiahu (chinês tradicional: 賈湖, pinyin: Jiǎhú) foi o local de um assentamento neolítico baseado na planície central da China antiga, perto do rio Amarelo. Localiza-se entre as planícies de inundação do rio Ni ao norte, e o rio Sha ao sul, 22 km ao norte da moderna cidade de Wuyang, província de Henan.